# 크리스토프 소글로
크리스토프 소글로(프랑스어: Christophe Soglo, 1909년 6월 28일~1983년 10월 7일)는 베냉의 군 장교이자 정치 지도자였으며, 1960년대 베냉의 정치적 불안정과 비록 보통 무혈 쿠데타가 빈번했던 시기에 가장 중요한 인물 중 한 명이었다.
소글로는 인도차이나에서 프랑스 육군에서 복무했다. 그에게는 프랑스인 아내가 있었다. 1960년 베냉이 독립을 쟁취한 후, 소글로는 육군 대령 계급을 받았고 위베르 마가 대통령 밑에서 참모총장이 되었다. 1963년 10월 28일, 소글로는 내전을 막기 위해 나라를 통치했다. 소글로는 이전에 마가 정부에 대한 충성을 선언했었다. 그는 국회를 해산하고 의장으로서 임시정부를 수립했다 정부를 개편한 뒤 1964년 1월 정권을 내주고 수루 미강 아피티 전 총리를 대통령 자리에 앉혔다. 곧 아피티와 다른 정치 지도자들은 정책을 놓고 엄청난 갈등을 시작했다. 베냉의 여러 정치 세력이 대화에 동의하도록 거듭 독려한 끝에 1965년 11월 다시 정부를 전복시키고 1967년 12월 젊은 육군 장교들이 그를 전복시킬 때까지 군사정권 하에서 베냉 대통령을 지냈다. 소글로는 그 후 정계에서 은퇴했다. 그는 1983년 10월 7일 74세의 나이로 세상을 떠났다.